# Alessandro Tesauro
Alessandro Tesauro (Fossano, 1558 – Fossano, 14 dicembre 1621) è stato un poeta, architetto e diplomatico italiano.

## Biografia

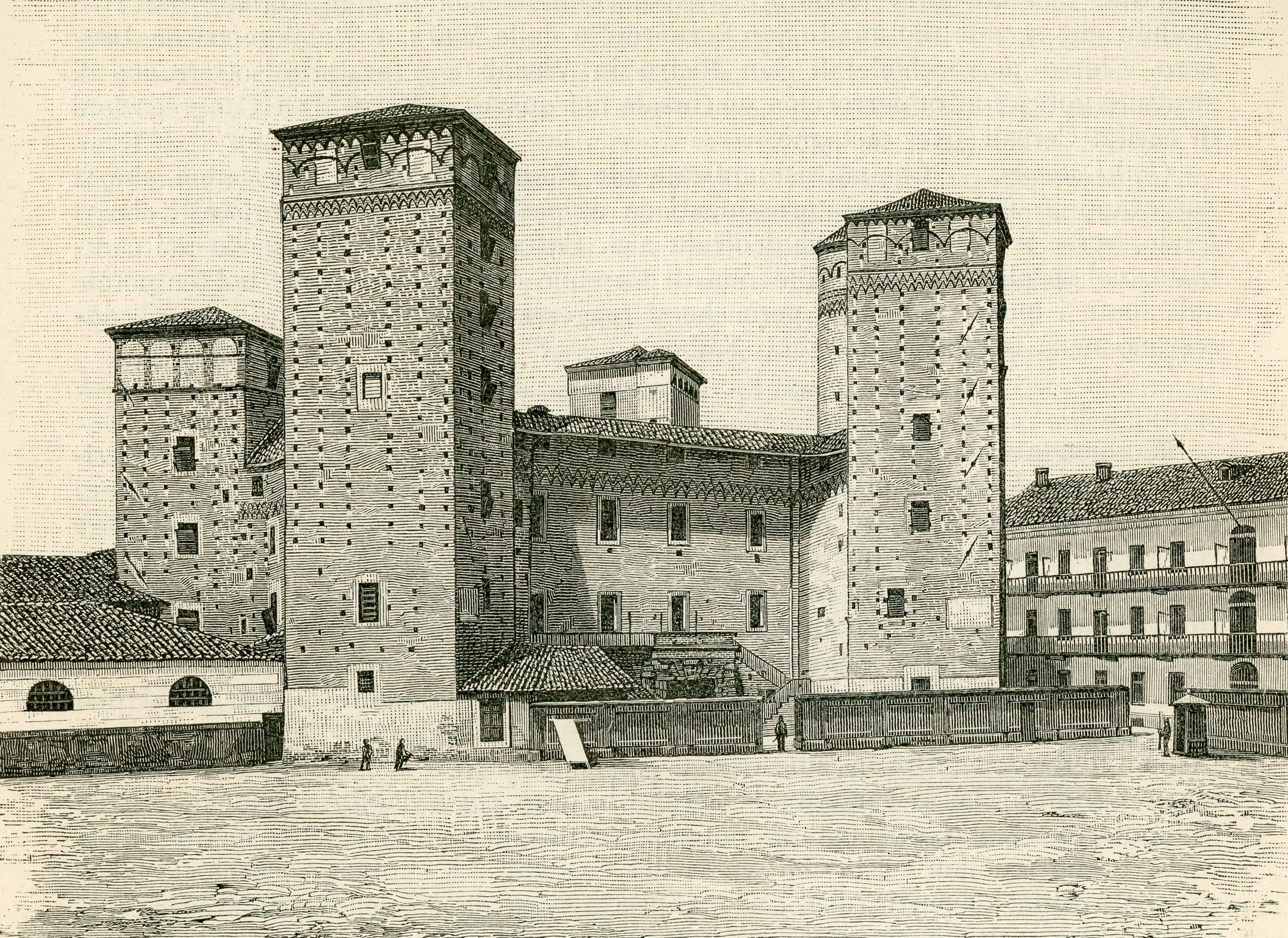
Castello di Fossano

Alessandro Tesauro nacque in una famiglia eminente del Ducato di Savoia, primogenito di Antonino Tesauro, conte di Salmour, e di Dorotea Capris. Non si hanno notizie sull'educazione ricevuta. Coltivò l'attività letteraria e quella dell'architettura non in chiave professionale, ma come una passione erudita utile a realizzare la figura di gentiluomo al servizio del duca e di signore del proprio feudo.
Per quanto riguarda l'attività letteraria, Alessandro Tesauro fu soprattutto poeta. Oltre a pochi versi di occasione stampati sparsamente, è ricordato soprattutto per la Sereide. Questo è un poema didascalico in versi sciolti nel quale avrebbe dovuto essere illustrato l'intero ciclo della sericoltura, una attività molto importante per l'economia del Ducato. Il poema era dedicato all'infanta Caterina che era andata in sposa proprio nell'anno 1585 al duca di Savoia Carlo Emanuele. La Sereide era concepito in quattro libri sul modello delle Georgiche, ma ne andarono in stampa solo i primi due libri nel 1585.
L'attività di architetto fu stimolata dalla duchessa Caterina che gli commissionò lavori di restauro e ampliamento del castello di Fossano. Lo stile del Tesauro era caratterizzato dall'essenzialità delle forme e dall'austera riduzione al minimo indispensabile dei dettagli decorativi, un rigore di impronta palladiana che mirava a «una sorta di sintesi tra la classicità tardo rinascimentale e il cattolicesimo controriformista». Si hanno notizie di un progetto per il Santuario di Vicoforte; di progetti di ingegneria idraulica, in particolare per una diversione del Pellice; del completamento della villa di Mirafiori, della cui manutenzione nel 1602 ebbe il titolo di «conservatore» con regolare stipendio; dell'allestimento del monumento funebre della duchessa, morta di parto nel 1597. Gli furono inoltre richieste consulenze per il rafforzamento degli argini del Tevere a Roma, per il rifacimento della Cattedrale di San Pietro a Bologna, per la costruzione della Biblioteca Ambrosiana.
Svolse servizi diplomatici su commissione del duca Carlo Emanuele, generalmente per comporre liti in materia di confini tra comuni del Ducato. Nell'autunno del 1608 partecipò ufficialmente alla soluzione della controversia relativa allo Signoria di Sassuolo.

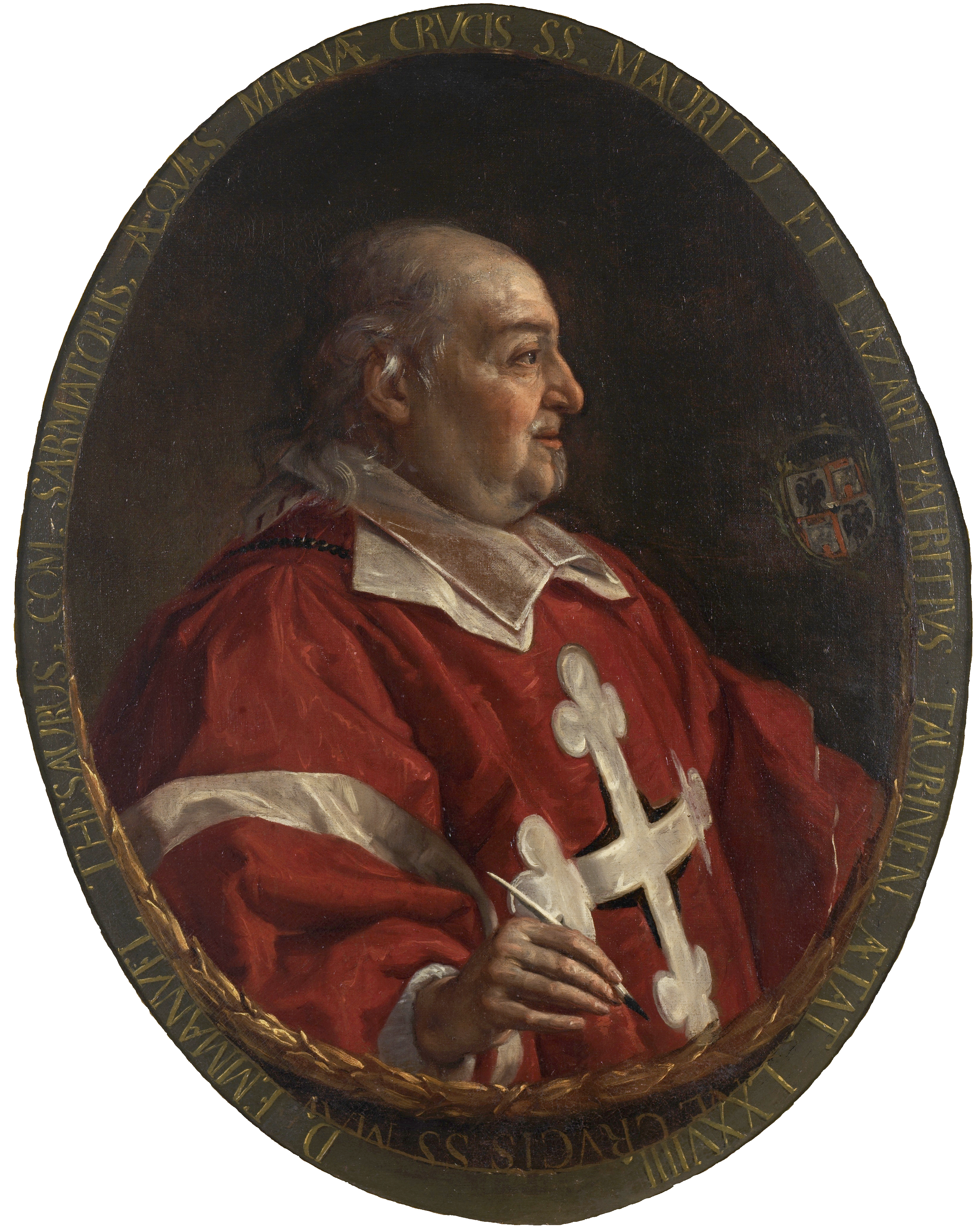
Emanuele Tesauro (olio su tela di C. Dauphin, Torino, Musei Reali

Per quanto riguarda la vita privata, Alessandro Tesauro sposò Margherita Mulazzi (1562-1615), e dal matrimonio nacquero almeno nove figli: 
- Filiberto, il primogenito, ereditò i beni paterni;
- Ludovico fu docente all'Università di Torino, ebbe un seggio nel Senato torinese e fu autore di opere letterarie, la più nota delle quali fu la difesa della poesia di Giovan Battista Marino[7];
- Carlo Antonio fu docente all'Università di Torino;
- Lorenzo intraprese la carriera militare;
- Stefano e Teodoro intrapresero la carriera ecclesiastica;
- Clara Margherita e Dorotea sposarono appartenenti a famiglie dell'aristocrazia ducale;
- Emanuele, l'ultimogenito, fu gesuita e famoso letterato, autore del trattato Il cannocchiale aristotelico.

## Opere
- Sereide. Edizioni:
  -  Alessandro Tesauro, Della Sereide d'Alessandro Tessauro alle nobili, & virtuose donne libri 2, 1ª ed., Turino, appresso l'herede del Beuilacqua, 1585.
  -  Alessandro Tesauro, Della Sereide d'Alessandro Tessauro alle nobili, & virtuose donne. Libri II, Vercelli, Tipografia Patria, 1777.
  -  Alessandro Tesauro, La Sereide, a cura di Domenico Chiodo, Prefazione di Maria Luisa Doglio, San Mauro Torinese, Res, 1994, ISBN 88-85323-14-6.
- Poesie di occasione[2]